# استانیسواف پشیبیشفسکی
استانیسواف پشیبیشفسکی (لهستانی: Stanisław Przybyszewski؛ ‏تلفظ لهستانی: [staˈɲiswaf pʂɨbɨˈʂɛfskʲi]؛ ‏ 7 مارس ۱۸۶۸ – ۲۳ نوامبر ۱۹۲۷) رمان‌نویس، نمایشنامه‌نویس و شاعر ناتورالیستی لهستانی-پروسی بود. او به دو زبان آلمان و لهستانی تسلط داشت.